# 天花板效应
天花板效应是统计学中的一种因果现象，指测量工具设置的最高分限制了能力高者的表现，导致数据过度集中在上限区域，使优秀个体之间的实际差异无法准确测量。
天花板效应会降低统计变量的区分度。当因变量因天花板效应被截断时，高分区域的数据会被压缩导致统计分析的准确性降低，不同数据之间的差异更难比较，从而影响研究结果的可信度。

## 研究
天花板效应在自然科学和社会科学等多个领域普遍应用。

### 传播学
在传播学媒体效应研究中，天花板效应是常见的方法论问题，影响研究者对媒体效果和传播分析的准确度测量。
1970年，明尼苏达大学学者菲利普·J.蒂奇诺（Phillip J. Tichenor）、乔治·A.多诺霍（George A. Donohue）和克拉丽丝·N.奥利恩（Clarice N. Olien）在《Public Opinion Quarterly》发表的论文中发现，测量工具的最高分数限制会影响对高知识水平个体的准确测量，导致天花板效应，并低估媒体在弥合或加剧大众知识差距方面的实际作用。菲利普等人发现，学界普遍假设媒体信息对各人群的影响具有均等性但天花板效应的存在使得研究者难以辨识高知识群体内部的知识差异，最高分限制可能掩盖媒体对特定群体的实际影响，致使研究结论的全面性受限。

### 统计学
在统计学中，天花板效应会导致测量工具的上限截断高水平个体的真实能力或表现，使数据在最高值处聚集，从而减少变量的离散程度并降低统计分析检测组间差异的效能，削弱推断结果的可靠性。天花板效应会使数据的变异性被人为压缩，导致组间方差变小，组间显著性差异被隐藏，导致研究者易错误认为实验变量对结果没有显著作用。